# Greg Maluma
Greg Maluma (Lusaka, 5 maggio 1998) è un karateka zambiano, scrittore di libri, attore e creatore di contenuti. È noto per aver vinto il campionato All-Africa Karate 2019, la sottomissione più veloce nella storia della Zambian National Amateur League-MMA e autore di Hidden Knowledge: Masters of Karate..

## Biografia
Greg Maluma ha iniziato a praticare arti marziali in giovane età quando era al liceo. Ha iniziato a prendere parte a competizioni locali all'età di quattordici anni, il che lo ha reso abbastanza esperto da iniziare a competere in eventi nazionali come il Japanese Ambassador Karate Tournament e ha vinto il suo primo bronzo nel 2014 prima di essere selezionato per far parte della squadra nazionale di karate dello Zambia. Nel 2019 ha vinto l'All-Africa Karate Tournament che si è tenuto a Windhoek in Namibia.
Nello stesso anno, ha firmato per competere nel campionato di kickboxing K1 per la prima volta e l'avversario si è ritirato all'ultimo minuto, 2021 ha eliminato James Malambo in un incontro K1 tenutosi a Lusaka, centro di sviluppo olimpico giovanile. Un anno dopo si unì alla Zambian National Amateur League, MMA e vinse il primo round per sottomissione.
Nel 2022 Greg Maluma è stato nominato come miglior figura sportiva maschile dell'anno insieme al calciatore Enock Mwepu, al corridore Muzala Samukonga e all'allenatore della nazionale di calcio femminile Bruce Mwape.

## Carriera di scrittore
La passione di Greg Maluma per la letteratura è iniziata in tenera età, ma si è impegnata quando si è iscritto al Natural Resources Development College. Greg scrive libri come diario dal 2016 ed è apparso pubblicamente più tardi nel 2021 con il titolo Kyokushin Kenbukaikan Guide. Incoraggiato da suo fratello maggiore, Derrick N. Maluma, l'autore di Legacy of Power. Nel 2022, Maluma ha pubblicato cinque libri, tra cui "The Poor boyfriend" uno dei bestseller di Amazon 2022.

## Libri
2022: The Hidden Knowledge: Master of Karate
2022: Quotes of Martial Arts Legends
2022: The Poor Boyfriend
2022: Relationship Falls Apart: Rita's Last Wish
2022: The Blue Moon Week
2021: Kyokushin Kenbukaikan Technical Syllabus

## Titoli e realizzazioni
- Kyokushin
  - 2014  Torneo di karate degli ambasciatori giapponesi[12]
  - 2015  Torneo open dello Zambia
  - 2016  Torneo di karate degli ambasciatori giapponesi
  - 2016  Kyokushin Aperto Lusaka
  - 2017 apparizione 1 ° torneo mondiale So-Kyokushin
  - 2018  Torneo di karate degli ambasciatori giapponesi
  - 2019  2° All Africa kyokushin karate Namibia.
  - 2029   battaglia di Atlanta desert storm 3 campione[13]
  - 2019  Torneo Zambian Open
  - 2019  Torneo di karate degli ambasciatori giapponesi
  - 2020  3. Tutta l'Africa Kyokushin Namibia
  - 2020  Kyokushin amichevole internazionale
  - 2021  Lusaka lotta notte 1
  - 2022 ZNAL I MMA Champion
- Nel 2020 Greg Maluma è stato classificato al 3 ° Dan cintura nera.